# 短厣豹蛛
短厣豹蛛（学名：Pardosa brevivulva）为狼蛛科豹蛛属的动物。分布于印度以及中国秦岭等地。该物种的模式产地在印度。